# Панавир
Панавир — вещество растительного происхождения (экстракт из побегов картофеля), называемое оригинальным российским противовирусным препаратом. Позиционируется производителем как антивирусное средство широкого спектра действия. Представляет собой растительный полисахарид, относящийся к классу высокомолекулярных гликозидов сложного строения. В его состав входят следующие сахара (гексозы) — глюкоза, галактоза, рамноза, манноза, ксилоза, арабиноза, а также уроновые кислоты.
Группировочное название, присвоенное препарату при регистрации на территории РФ: «Картофеля побегов экстракт». При перерегистрации препарата в 2011 году группировочное название было изменено на: «Полисахариды побегов Solanum tuberosum». Панавир также  зарегистрирован на Украине, в Белоруссии, Азербайджане, Казахстане, Узбекистане, Молдове и Грузии. Международное непатентованное наименование не присвоено.
Разработчиком и производителем препаратов Панавир является ООО «Национальная Исследовательская Компания». Субстанция не запатентована. На рынке препарат представлен в нескольких формах выпуска: раствор для внутривенного введения, суппозитории ректальные, вагинальные, гель и спрей.

## Области применения

### Лечение
Согласно инструкции производителя, Панавир показан при лечении следующих заболеваний:
- Герпесвирусные инфекции различной локализации[4][5][6][7][8][9][10](в том числе рецидивирующий генитальный герпес, герпес Зостер и офтальмогерпес).
- Вторичные иммунодефицитные состояния на фоне инфекционных заболеваний[11][12].
- Цитомегаловирусная инфекция[13][14][15], в том числе у пациенток с привычным невынашиванием беременности. Применяется у женщин с хронической вирусной инфекцией и интерферонодефицитным состоянием на этапе подготовки к беременности.
- Папилломавирусная инфекция[4][5][6][16][17][18][19][20][21][22][23][24][25][26][27][28][29][30][31][32][33][34][35][36](аногенитальные бородавки) в составе комплексной терапии.
- Язвенная болезнь желудка и двенадцатиперстной кишки[37] у пациентов с длительно рубцующимися язвами и симптоматическими язвами гастродуоденальной зоны в составе комплексной терапии.
- Клещевой энцефалит [38] с целью снижения вирусной нагрузки и снятия неврологической симптоматики (анизорефлексии, снижения рефлексов, болезненности точек выхода черепно-мозговых нервов, нистагма) в составе комплексной терапии.
- Ревматоидный артрит[39], сочетанный с герпесвирусной инфекцией у иммунокомпрометированных больных (для усиления анальгетического и противовоспалительного эффекта основной терапии), в составе комплексной терапии.
- ОРВИ и грипп в составе комплексной терапии[40].
- Панавир применяют в комплексной терапии хронического бактериального простатита.[41][42]

### Профилактика
- Защита кожи и слизистых от вирусных инфекций. Образует защитный покров, увлажняет и смягчает.[43]

## Противопоказания
Производитель заявляет о следующих противопоказаниях препарата, выявленных в результате клинических исследований:
- Индивидуальная непереносимость. Панавир не следует применять больным в случае наличия аллергии к составным компонентам препарата: к глюкозе, маннозе, рамнозе, арабинозе, ксилозе.
- Период лактации.
- Панавир Свечи вагинальные не следует применять при тяжелых заболеваниях почек и селезенки, при беременности и в период лактации.
- Детский возраст до 12 лет.